# Zariczany
Zariczany (ukr. Зарічани, do 1946 Psyszcze, ukr. Псище) – wieś na Ukrainie, w obwodzie żytomierskim, w rejonie żytomierskim, w hromadzie Stanysziwka. W 2001 liczyła 2216 mieszkańców, spośród których 2057 wskazało jako ojczysty język ukraiński, 157 rosyjski, 1 bułgarski, a 1 polski.